# Memories (Richard & Mimi Fariña)
Memories è un album raccolta di Richard Fariña e Mimi Fariña, pubblicato postumo alla morte di Richard Fariña dalla Vanguard Records nell'aprile del 1968. 

## Tracce
Brani composti da Richard Fariña, eccetto dove indicato
Lato A
1. The Quiet Joys of Brotherhood – 4:16
2. Joy 'Round My Brain – 3:45
3. Lemonade Lady – 2:00
4. Downtown – 1:34 – Brano strumentale
5. Almond Joy – 2:11
6. Blood Red Roses – 2:29
7. Morgan the Pirate – 5:45

Lato B
1. Dopico: Celebration for a Grey Day – 6:34 – Brano strumentale, registrato dal vivo al Newport Folk Festival del 1965
2. House Un-American Blues Activity Dream – 3:50 – Registrato dal vivo al Newport Folk Festival del 1965
3. A Swallow Song – 2:45
4. All the World Has Gone By – 3:40 (Kim Chappell e Richard Fariña (testi), Joan Baez (musica))
5. Pack Up Your Sorrows – 3:00 (Pauline Marden, Richard Fariña)

## Musicisti
The Quiet Joys of Brotherhood
- Richard Fariña - dulcimer
- Mimi Fariña - chitarra, voce
- Peter Schickele - arrangiamenti orchestra, conduttore musicale

Joy 'Round My Brain
- Richard Fariña - dulcimer, voce
- Mimi Fariña - chitarra, voce
- Bruce Langhorne - chitarra
- John P. Hammond - armonica
- Charles Small - pianoforte
- Russ Savakus - basso
- Al Rogers - batteria

Lemonade Lady
- Richard Fariña - dulcimer, voce
- Mimi Fariña - chitarra, voce
- Bruce Langhorne - chitarra
- Russ Savakus - basso

Downtown
- Richard Fariña - dulcimer, voce
- Mimi Fariña - chitarra, voce

Almond Joy
- Richard Fariña - dulcimer, voce
- Mimi Fariña - chitarra
- Bruce Langhorne - chitarra
- Charles Small - pianoforte
- Russ Savakus - basso

Blood Red Roses
- Richard Fariña - dulcimer, voce
- Mimi Fariña - chitarra, voce

Morgan the Pirate
- Richard Fariña - dulcimer
- Mimi Fariña - chitarra, voce
- Grady Martin - performer
- Altri musicisti sconosciuti

Dopico: Celebration for a Grey Day
- Richard Fariña - dulcimer
- Mimi Fariña - chitarra
- Bruce Langhorne - chitarra
- Fritz Richmond - basso (washtub bass)

House Un-American Blues Activity Dream
- Richard Fariña - dulcimer, voce
- Mimi Fariña - chitarra, voce
- Bruce Langhorne - chitarra
- Fritz Richmond - basso (washtub bass)
- Kyle Garahan - mouth harp

A Swallow Song
- Richard Fariña - dulcimer
- Mimi Fariña - chitarra
- Joan Baez - voce
- altri musicisti sconosciuti

All the World Has Gone By
- Richard Fariña - dulcimer
- Mimi Fariña - chitarra
- Joan Baez - voce
- altri musicisti sconosciuti

Pack Up Your Sorrows
- Richard Fariña - dulcimer, voce
- Mimi Fariña - chitarra, voce
- Bruce Langhorne - chitarra
- Charles Small - pianoforte
- Russ Savakus - basso
- Al Rogers - batteria[2]